# Hospital Universitario Virgen Macarena
El Hospital Universitario Virgen Macarena es un hospital público ubicado en la ciudad española de Sevilla. Su gestión depende del Servicio Andaluz de Salud. Su nombre rinde homenaje a la Virgen Esperanza Macarena, una de las imágenes más veneradas de la Semana Santa de Sevilla. Se inauguró en 1974 denominándose entonces Hospital Clínico de la Facultad de Medicina y siendo heredero del antiguo Hospital de Las Cinco Llagas.
Es uno de los hospitales regionales de Andalucía, es decir, uno de los de mayor rango dentro del Sistema Sanitario Público de Andalucía.
Tiene función asistencial, investigadora y docente, se encuentra unido a la Facultad de Medicina de la Universidad de Sevilla. Ofrece asistencia sanitaria como hospital básico a una población total de 480 000 personas.

## Historia
Procede del antiguo Hospital de las Cinco Llagas inaugurado en 1559 y que estuvo en funcionamiento hasta 1972, entre 1972 y 1974 la actividad asistencial se realizó en el Hospital de San Pablo, próximo al aeropuerto de Sevilla, cedido provisionalmente por el gobierno de Estados Unidos. El edificio actual fue inaugurado en el año 1974 en un gran solar que antiguamente había sido la huerta del Hospital de las Cinco Llagas y entre 1956 y 1969 se empleó para instalaciones deportivas. Uno de los impulsores del proyecto fue el entonces catedrático de pediatría Manuel Suárez Perdiguero, decano de la Facultad de Medicina entre 1967 y 1975 y rector de la Universidad de Sevilla entre 1975 y 1977.

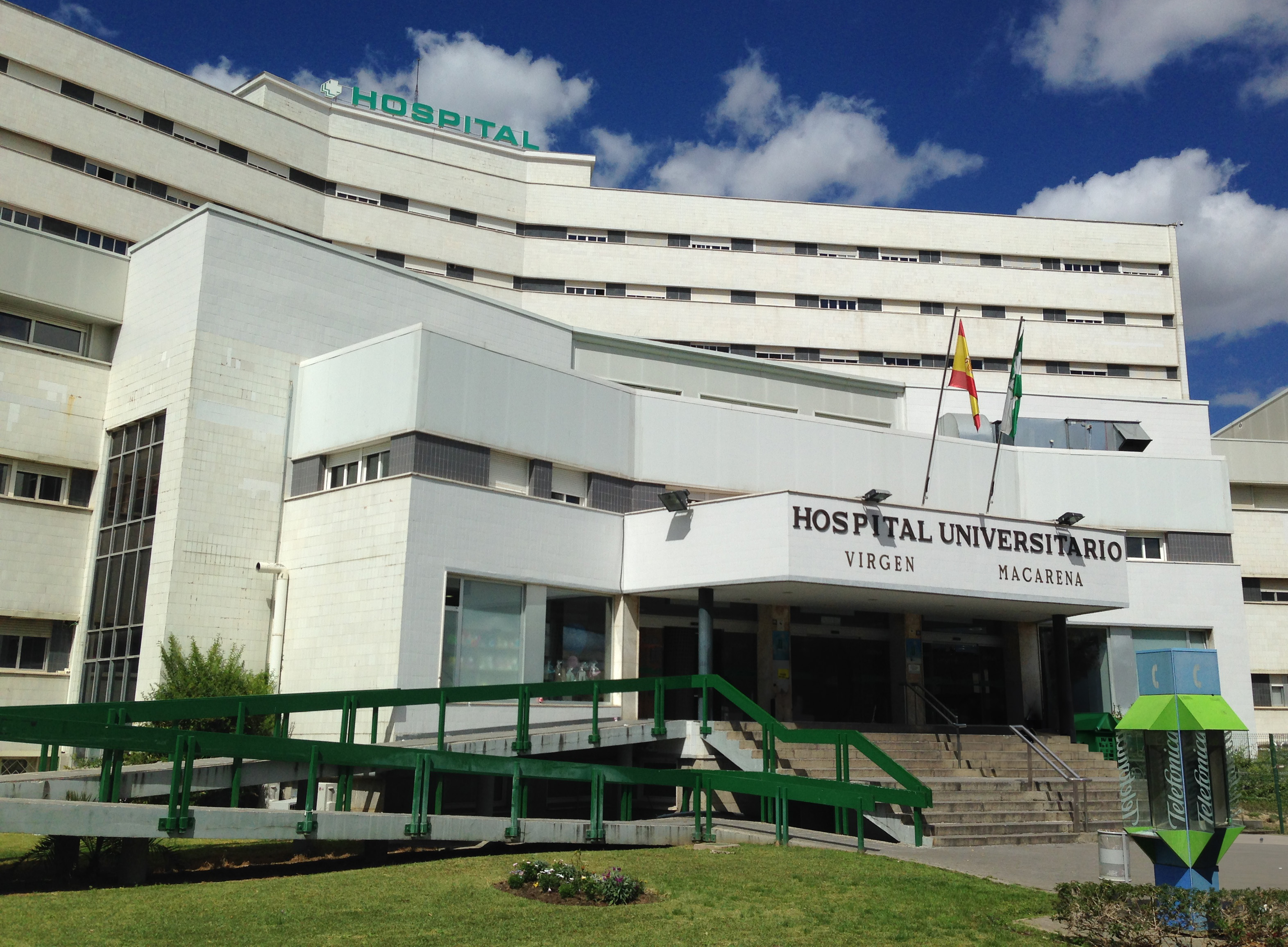
Hospital Universitario Virgen Macarena (2016)

## Centros dependientes
El complejo hospitalario comprende los siguientes centros:
- Hospital provincial de San Lázaro.
- Centro de especialidades Esperanza Macarena, ubicado en la calle María Auxiliadora de Sevilla.
- Centro de especialidades San Jerónimo situado en el Barrio de San Jerónimo (Sevilla).
- Centro de especialidades Policlínico Virgen Macarena, ubicado entre el Parlamento y el Hospital Universitario Virgen Macarena.
- Centro Periférico de Diálisis, ubicado en Ronda de Capuchinos (Sevilla).

## Actividad

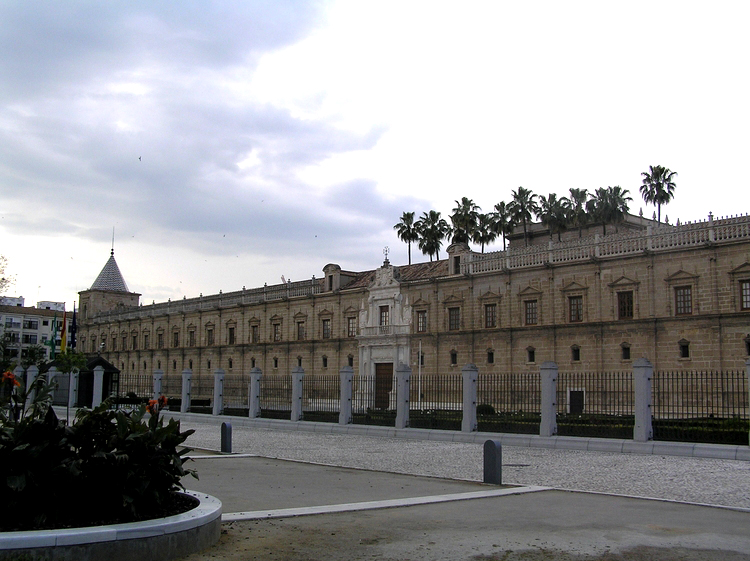
El hospital de las Cinco Llagas y de la Sangre, hoy sede del Parlamento Andaluz, es el origen del hospital universitario Virgen Macarena

Según la memoria del Servicio Andaluz de Salud, en el año 2013 contaba con una plantilla de 4900 profesionales y una dotación de 880 camas, el número de médicos ascendía a 857 y el de enfermeros a 2557, contando además con 330 personas en el apartado de personal en formación y 1212 correspondiente a personal administrativo y otros servicios. A lo largo del año 2013 el hospital practicó 34 883 intervenciones quirúrgicas y registró 39 414 ingresos.